# Шугар Буш Нолс (Охајо)
Шугар Буш Нолс (енгл. Sugar Bush Knolls) град је у америчкој савезној држави Охајо.

## Демографија
По попису из 2010. године број становника је 177, што је 50 (-22,0%) становника мање него 2000. године.
| Група             | 2000.       | 2010.       |
| Белци             | 222 (97,8%) | 162 (91,5%) |
| Афроамериканци    | 0 (0,0%)    | 2 (1,1%)    |
| Азијати           | 1 (0,4%)    | 4 (2,3%)    |
| Хиспаноамериканци | 3 (1,3%)    | 4 (2,3%)    |
| Укупно            | 227         | 177         |